# تحويل نقدي مشروط

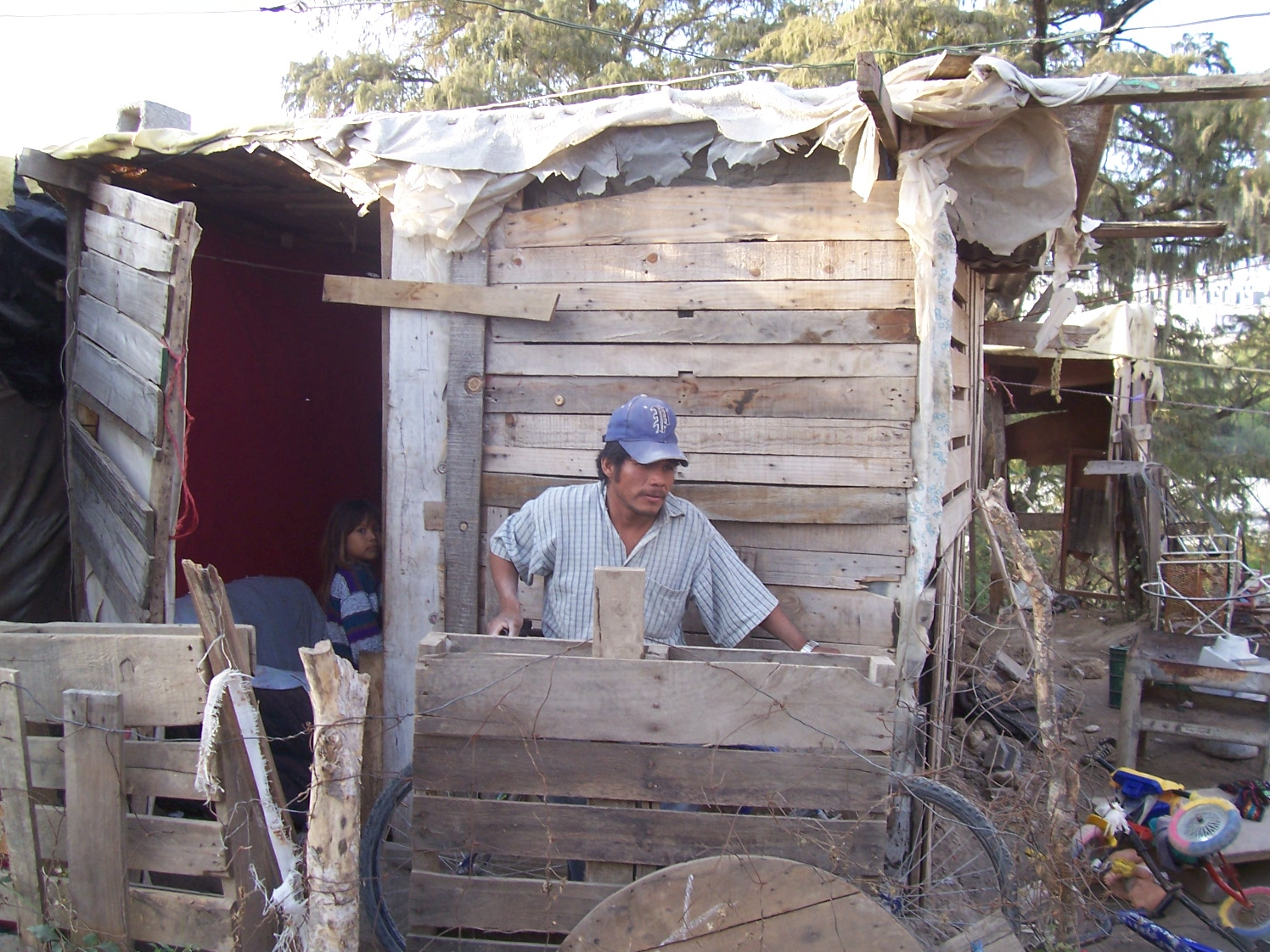
التهميش المكسيكي

التحويلات النقدية المشروطة (بالإنجليزية: Conditional cash transfer)‏ هي برامج تهدف إلى الحد من الفقر من خلال جعل برامج الرعاية الاجتماعية مشروطة بإجراءات المتلقين. تقوم الحكومة (أو مؤسسة خيرية) فقط بتحويل الأموال إلى الأشخاص الذين يستوفون معايير معينة. قد تشمل هذه المعايير تسجيل الأطفال في المدارس العامة، أو إجراء فحوصات منتظمة في عيادة الطبيب، أو تلقي التطعيمات، أو ما شابه. تسعى التحويالت النقدية المشروطة لمساعدة الجيل الحالي الذي يعاني من الفقر، فضالً عن كسر حلقة الفقر للجيل التالي من خلال تنمية رأس المال البشري. يمكن أن تساعد التحويلات النقدية المشروطة في الحد من تأنيث الفقر.

## الدول
- البرازيل: بدأ برنامج علاوة الأسرة (بالبرتغالية: Bolsa Família‏) في التسعينيات وتوسع بسرعة في عامي 2001 و 2002. ويقدم مدفوعات نقدية شهرية للأسر الفقيرة إذا كان أطفالهم في سن المدرسة (الذين تتراوح أعمارهم بين 6 و 15 عامًا) مسجلين في المدرسة، و إذا كان أطفالهم الأصغر سنًا (أقل من 6 سنوات) قد تلقوا التطعيم.[1]

## أنظر أيضاً
- تحويل نقدي
- استطلاع الموارد المالية
- دخل أساسي شامل